# Commission électorale

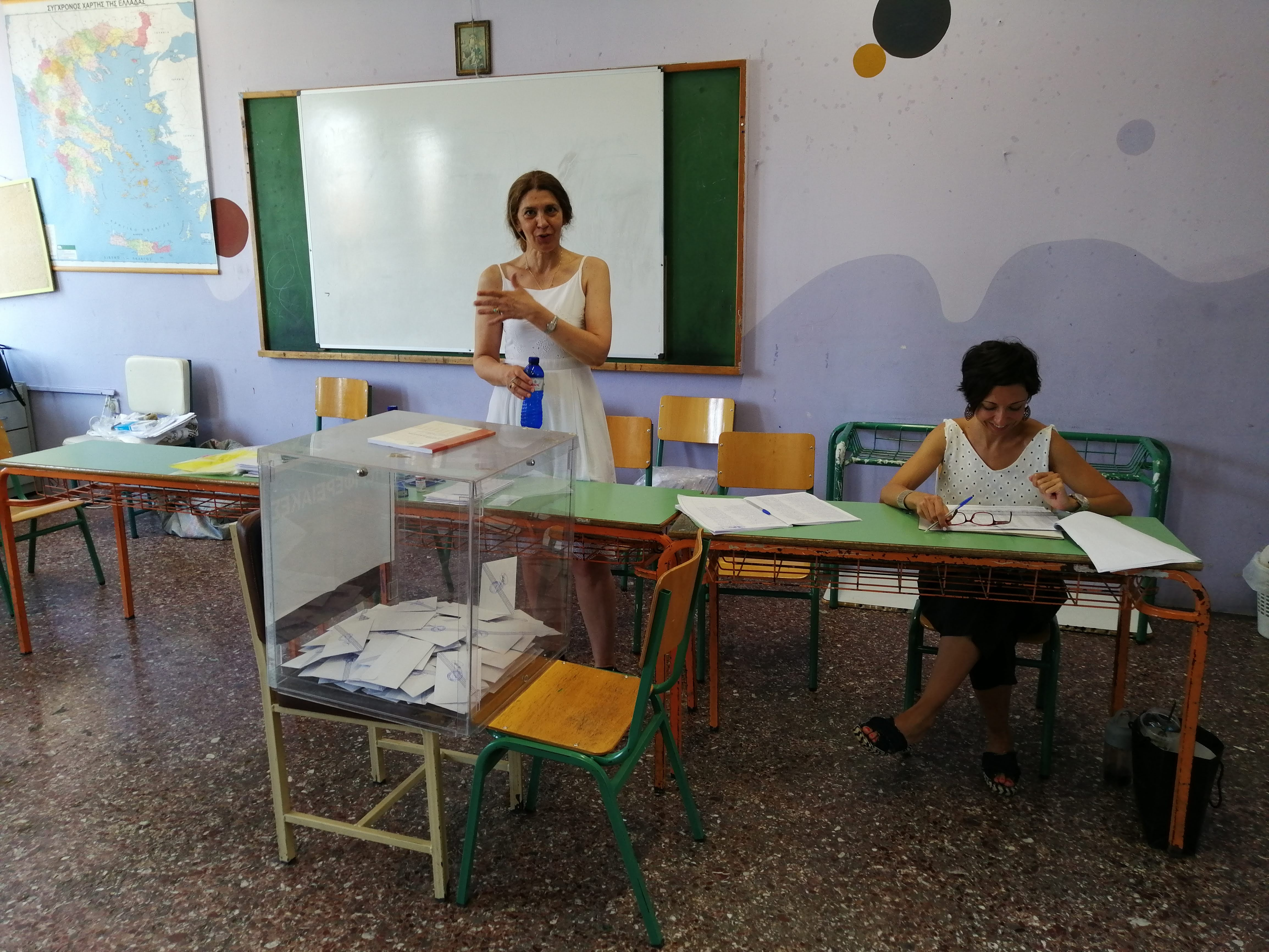
Supervision de la mise en œuvre des élections électorales.

Une commission électorale est un organisme chargé de superviser la mise en œuvre des procédures électorales. Le nom exact utilisé varie d'un pays à l'autre, y compris les termes tels que la « commission électorale », la « commission électorale centrale », le « pouvoir électoral » ou encore le « tribunal électoral ». Les commissions électorales peuvent être indépendantes, mixtes, judiciaires ou gouvernementales. Elles peuvent également être responsables de la délimitation des circonscriptions électorales. Dans les États fédéraux, il peut y avoir un organisme distinct pour chaque gouvernement infra-national.

## Principales activités
Les principales activités qu'une commission peut avoir sont :
- la délimitation des circonscriptions électorales
- l'établissement de listes électorales
- la définition du calendrier électoral
- l'admission des candidatures aux élections
- l'organisation des élections
- l'établissement des résultats des élections

## Commission électorale par pays
- Commission électorale d'Afrique du Sud
- Autorité nationale indépendante des élections (Algérie)
- Commission électorale centrale de la république d'Arménie
- Commission électorale australienne
- Commission électorale du Bangladesh
- Commission électorale nationale autonome (Bénin)
- Commission électorale nationale indépendante (Burkina Faso)
- Commission électorale nationale indépendante (Burundi)
- Élections Canada
- Conseil national électoral (Colombie)
- Commission électorale nationale indépendante (république du Congo)
- Commission électorale indépendante (Côte d'Ivoire)
- Commission électorale nationale d'Éthiopie
- Commission électorale fédérale (États-Unis)
- Commission électorale du Ghana
- Commission électorale nationale indépendante (Guinée)
- Commission électorale indienne
- Commission électorale nationale (Liberia)
- Commission électorale nationale indépendante pour la transition (Madagascar)
- Institut fédéral électoral (Mexique) (dont le Tribunal électoral du pouvoir judiciaire de la Fédération), remplacé en 2014 par l'Institut national électoral
- Commission électorale nationale indépendante (Nigeria)
- Commission électorale du Pakistan
- Commission électorale nationale (pl) PKW (Pologne)
- Commission électorale nationale indépendante (république démocratique du Congo)
- Commission électorale centrale de la fédération de Russie
- Commission électorale nationale autonome (Sénégal)
- Autorité électorale suédoise
- Commission électorale nationale indépendante (Tchad)
- Commission électorale tibétaine
- Commission électorale nationale indépendante (Togo)
- Instance supérieure indépendante pour les élections (Tunisie)
- Conseil électoral supérieur (Turquie)
- Commission électorale centrale d'Ukraine
- Conseil national électoral (Venezuela)